# Error judicial

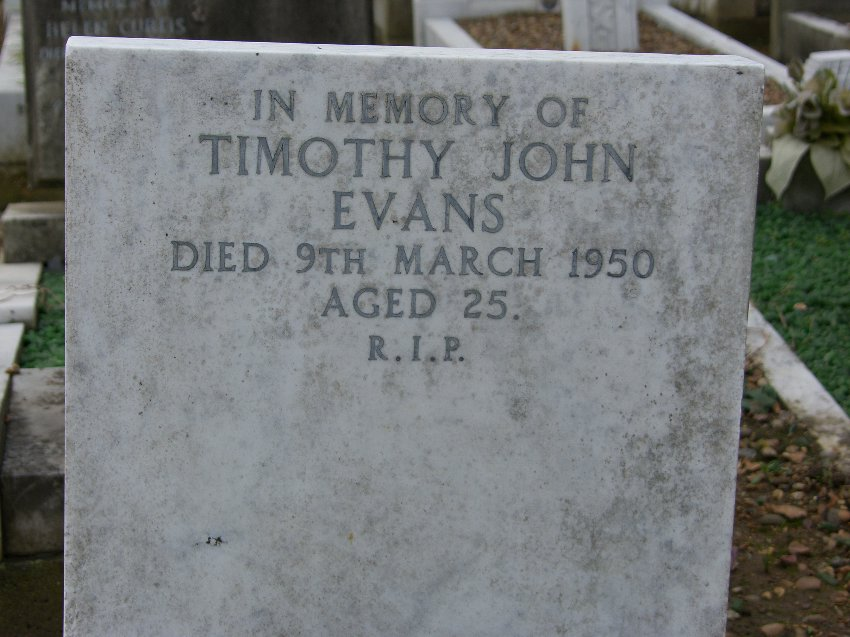
Tumba de Timothy Evans.

Un error judicial es una categoría de abuso a los derechos humanos y, según definición de lo que uno podría llamar estado de derecho, una infracción judiciaria cometida generalmente por órganos estatales judiciales contra privados que exigen la indemnización de la víctima del mismo error. Entre los casos más famosos de error judicial se cuentan el caso de Alfred Dreyfus y el Crimen de Cuenca.
Max Hirschberg, entre otros, ofrece una categorización relativamente sistemática de los posibles errores en la jurisprudencia.[¿cuál?]
En numerosos ordenamientos nacionales, la constatación del error judicial da lugar al derecho a percibir una indemnización. Tal derecho se ve reconocido en el ámbito del Consejo de Europa por el Protocolo n.º 7 a la Convención Europea de Derechos Humanos.